# A Chip of the Old Block
A Chip of the Old Block è un cortometraggio muto del 1915 scritto e diretto da James W. Castle.

## Produzione
Il film fu prodotto dalla Edison Company.

## Distribuzione
Distribuito dalla General Film Company, il film - un cortometraggio in una bobina - uscì nelle sale cinematografiche USA il 5 giugno 1915.